# Segovina
Segovina es una localidad de Croacia en la ciudad de Ludbreg, condado de Varaždin.

## Geografía
Se encuentra a una altitud de 192 m s. n. m. a 107 km de la capital nacional, Zagreb.

## Demografía
En el censo 2011, el total de población de la localidad fue de 37 habitantes.
| Gráfica de población de Segovina 1857-2011                          |
|                                                                     |
| Según los censos de población de la oficina estadística de Croacia. |